# Microdon beatus
Microdon beatus är en tvåvingeart som beskrevs av Charles Howard Curran 1942. Microdon beatus ingår i släktet myrblomflugor, och familjen blomflugor. Inga underarter finns listade i Catalogue of Life.